# Чехова (Житомирская область)
Чехова (укр. Чехова) — село на Украине, находится в Ружинском районе Житомирской области.
Код КОАТУУ — 1825280804. Население по переписи 2001 года составляет 63 человека. Почтовый индекс — 13651. Телефонный код — 4138. Занимает площадь 0,826 км².

## Адрес местного совета
13651, Житомирская область, Ружинский р-н, с.Березянка, ул.Ленина, 4